# Анастас Ноев
Анастас Георгиев Ноев е български офицер, участник в Балканската (1912 – 1913) и Междусъюзническата война (1913), интендант на 2-ра отделна армия през Първата световна война (1915 – 1918).

## Биография
Анастас Ноев е роден на 18 май 1867 г. в Сливен. През 1886 г. постъпва във Военното на Негово Княжеско Височество училище, като достига до звание юнкер, дипломира се 126-и по успех от 163 офицери, на 27 април 1887 г. е произведен в чин подпоручик и зачислен в 13-и пехотен рилски полк. На 18 май 1890 г. е произведен в чин поручик. През 1892 година, като поручик от 14-и пехотен македонски полк е командирован в Интендатската академия във Виена, която завършва през 1895.
При завръщането си на 2 август 1895 г. е произведен в чин капитан, на 9 септември 1903 в чин майор и преминава в запаса. На 27 април 1909 г. Ноев се връща на служба, като на 2 август 1911 е произведен в чин подполковник със старшинство от 27 април 1907 г.
Подполковник Ноев взема участие в Балканската (1912 – 1913) и Междусъюзническата война (1913). На 1 октомври 1915 г. е произведен в чин полковник.
По време на Първата световна война (1915 – 1918) полковник Ноев служи в Тиловото управление на 2-ра армия като интендант. За отличия и заслуги през втория период на войната съгласно заповед № 355 от 1921 г. по Министерството на войната е награден с Народен орден „За военна заслуга“ IV степен на военна лента. Уволнен е от служба на 16 ноември 1918 г., а на 31 декември 1935 г. е произведен в чин о. з. генерал-майор.
По време на военната си кариера служи и като завеждащ отдел в Министерството на войната, началник на секция в Главното интендантство, интендант на 4-та пехотна преславска дивизия и на 4-та армия.

## Военни звания
- Подпоручик (27 април 1887)
- Поручик (18 май 1890)
- Капитан (2 август 1895)
- Майор (9 септември 1903)
- Подполковник (2 август 1911) със старшинство от 27 април 1907
- Полковник (1 октомври 1915)
- о.з. Генерал-майор (31 декември 1935)

## Образование
- Военно на Негово Княжеско Височество училище (1886 – 1887)
- Интентантската академия във Виена (1892 – 1895)

## Награди
- Народен орден „За военна заслуга“ IV степен на военна лента (1921)